# Rhinoncus castor
Rhinoncus castor is een keversoort behorend tot de snuitkevers (Curculionoidea). Hij leeft nauw monofaag op schapenzuring (Rumex acetosella). 